# Willi Guyenz
Ludwig Wilhelm „Willi“ Guyenz (* 1894 in Essen; † 29. Mai 1931 ebenda) war ein deutscher Fußballschiedsrichter.

## Sportlicher Werdegang
Guyenz gehörte dem Essener Turnerbund an, zu dem er nach einer Zeit beim Essener SV 1899 zurückkehrte. Dort agierte er zunächst als Läufer, ehe er sich der Schiedsrichterei widmete. Beim Essener Klub stieg er in den Vorstand ein, wo er bis zu seinem Tod im Alter von 36 Jahren saß. 
Ab den 1920er Jahren avancierte Guyenz neben Peco Bauwens zu einem der bedeutendsten Schiedsrichter des Westdeutschen Fußballverbandes und leitete mehrfach Endrunden- und Finalspiele der dortigen Meisterschaft sowie im Rahmen der deutschen Meisterschaftsendrunde. Dreimal leitete er dabei das nationale Finalspiel: 1925 beim Sieg des 1. FC Nürnberg über den Lokalmatadoren FSV Frankfurt im Frankfurter Waldstadion, 1927 beim erneuten Sieg des 1. FC Nürnberg über den Lokalmatadoren Hertha BSC im Berliner Deutschen Stadion und 1930 beim Sieg von Hertha BSC über Holstein Kiel im Düsseldorfer Rheinstadion.
Am 25. Mai 1931 feierte Guyenz seine Premiere als Länderspielschiedsrichter, im Københavns Idrætspark leitete er das Aufeinandertreffen zwischen Dänemark und Norwegen. Das Spiel im Rahmen der nordischen Meisterschaft gewann der Gastgeber mit 3:1. Auf der Rückreise erkrankte Guyenz und zeigte dabei Vergiftungserscheinungen, vier Tage nach dem Spiel erlag er seinem Leiden.